# OnePlus Nord 3 5G
OnePlus Nord 3 5G — смартфон середнього рівня, розроблений компанією OnePlus, що входить у серію Nord. Був представлений 5 липня 2023 року разом з OnePlus Nord CE 3 5G.
В Китаї OnePlus Nord 3 5G продається як OnePlus Ace 2V з основною різницею в камері.

## Дизайн
Передня панель виконана зі скла Asahi Dragontrail Glass, задня панель — з Corning Gorilla Glass 5, а рамка — з пластику.
За дизайном смартфони схожі на OnePlus Nord CE 3 5G та OnePlus Nord CE 3 Lite 5G. Також присутній захист від бризок та пилу по стандарту IP54.
Знизу розміщені роз'єм USB-C, динамік, мікрофон та слот під 2 SIM-картки. Зверху розташований другий мікрофон, другий динамік та ІЧ-порт. Зліва розміщені кнопки регулювання гучності, а справа — повзунок режимів звуку та кнопка блокування.
Смартфони продаються в наступних кольорах:
| Колір | Назва             | Назва          |
| Колір | OnePlus Nord 3 5G | OnePlus Ace 2V |
| ----- | ----------------- | -------------- |
|       | Misty Green       | Green Glaze    |
|       | Tempest Gray      | Black Rock     |

## Технічні характеристики

### Платформа
Смартфони отримали процесор MediaTek Dimensity 9000 з графічним процесором Mali-G710 MC10.

### Батарея
Батарея отримала об'єм 5000 мА·год та підтримку швидкої зарядки SUPERVOOC на 80 Вт.

### Камера
Пристрої отримали основну потрійну камеру, яка складається із ширококутного об'єктива Sony IMX890 на 50 Мп з діафрагмою f/1.8, багатонаправленим фазовим автофокусом та оптичною стабілізацією зображення в OnePlus Nord 3 5G або ширококутного об'єктива на 64 Мп з діафрагмою f/1.7, фазовим автофокусом та оптичною стабілізацією зображення в OnePlus Ace 2V, надширококутного об'єктива на 8 Мп з діафрагмою f/2.2 та кутом огляду 112° і макрооб'єктива на 2 Мп з діафрагмою f/2.4. Також смартфони мають ширококутну фронтальну камеру на 16 Мп з діафрагмою f/2.4.
Основна камера може записувати відео в роздільній здатності 4K@60fps, а фронтальна — в 1080p@30fps.

### Екран
Екран AMOLED, 6.74", 2772 × 1240 зі щільністю пікселів 451 ppi, співвідношенням сторін 20:9, частотою оновлення дисплея 120 Гц та круглим вирізом під фронтальну камеру, розташованим зверху в центрі.

### Звук
Смартфони отримали стереодинаміки, розташовані на верхньому та нижньому торцях.

### Пам'ять
OnePlus Nord 3 5G продається в комплектаціях 8 ГБ/128 ГБ та 16 ГБ/256 ГБ, а Ace 2V — 12 ГБ/256 ГБ, 16 ГБ/256 ГБ, 16 ГБ/512 ГБ та 16 ГБ/1 ТБ. Обидва смартфони використовують постійну пам'ять типу UFS 3.1 та оперативну пам'ять типу LPDDR5X.

### Програмне забезпечення
OnePlus Nord 3 5G був випущені на OxygenOS 13.1, а Ace 2V — на ColorOS 13. Обидві оболонки на базі Android 13. Пізніше OnePlus Nord 3 5G був оновлений до OxygenOS 15, а Ace 2V — до ColorOS 15, які працюють на базі Android 15.